# Union générale des travailleurs (France)
Pour les articles homonymes, voir Union générale des travailleurs et UGT.
L'Union générale des travailleurs, ou UGT, dite nationaliste et populaire, créée en 1970, se voulait être l'organisation liée au mouvement Ordre nouveau dans le monde du travail. Ce fut un échec et son existence prit fin avec celle d'Ordre nouveau en 1973,.